# Thomisus onustus
Il ragno granchio o ragno camaleonte (Thomisus onustus Walckenaer, 1805) è un ragno appartenente al genere Thomisus, della famiglia Thomisidae, diffuso nella regione paleartica: è presente in diversi Paesi europei, ad eccezione di Islanda, Irlanda, Norvegia, Finlandia e Danimarca e nell'Africa settentrionale con la sottospecie Thomisus onustus meridionalis.